# Marita Lange
Marita Lange, née le 22 juin 1943 à Halle (Saxe-Anhalt), est une athlète est-allemande, spécialiste du lancer du poids. Active dans les années 1960 et 70, son plus grand succès a été sa médaille d'argent aux Jeux olympiques de Mexico.

## Palmarès

### Jeux olympiques
- Jeux olympiques de 1968 à Mexico ( Mexique)
  -  Médaille d'argent au lancer du poids
- Jeux olympiques de 1972 à Munich ( Allemagne de l'Ouest)
  - 6e au lancer du poids

### Championnats d'Europe d'athlétisme
- Championnats d'Europe d'athlétisme de 1966 à Budapest ( Hongrie)
  -  Médaille de bronze au lancer du poids
- Championnats d'Europe d'athlétisme de 1969 à Athènes ( Royaume de Grèce)
  -  Médaille de bronze au lancer du poids
- Championnats d'Europe d'athlétisme de 1971 à Helsinki ( Finlande)
  -  Médaille d'argent au lancer du poids
- Championnats d'Europe d'athlétisme de 1974 à Rome ( Italie)
  - 6e au lancer du poids

### Jeux européens d'athlétisme en salle
- Jeux européens d'athlétisme en salle de 1968 à Madrid ( Espagne)
  -  Médaille de bronze au lancer du poids
- Jeux européens d'athlétisme en salle de 1969 à Belgrade ( Yougoslavie)
  -  Médaille d'or au lancer du poids

### Championnats d'Europe d'athlétisme en salle
- Championnats d'Europe d'athlétisme en salle de 1970 à Vienne ( Autriche)
  -  Médaille de bronze au lancer du poids